# Lokva (Konjic, BiH)
Lokva je naseljeno mjesto u općini Konjic, Federacija Bosne i Hercegovine, BiH.

## Stanovništvo

### 1991.
Nacionalni sastav stanovništva 1991. godine, bio je sljedeći:
ukupno: 77
- Muslimani – 77

### 2013.
Nacionalni sastav stanovništva 2013. godine, bio je sljedeći:
ukupno: 32
- Bošnjaci – 32